# Thaumastopeus striatus
Thaumastopeus striatus är en skalbaggsart som beskrevs av Wallace 1867. Thaumastopeus striatus ingår i släktet Thaumastopeus och familjen Cetoniidae.

## Underarter
Arten delas in i följande underarter:
- T. s. krikkeni
- T. s. rubyi